# Polinomio de Hurwitz
En matemáticas, un polinomio de Hurwitz, nombrado por Adolf Hurwitz, es un polinomio cuyas raíces (ceros) están localizados en el semiplano izquierdo del plano complejo, o en el eje imaginario, esto quiere decir que la parte real de cada raíz es cero o negativa. Tal polinomio debe tener coeficientes que son reales positivos. El término está a veces restringido para polinomios cuyas raíces tengan partes reales estrictamente negativas, excluyendo los ejes (ej. un polinomio estable de Hurwitz).
Una función polinómica {\displaystyle P(s)} de una variable compleja {\displaystyle s} se dice que es de Hurwitz si satisface las siguientes condiciones:
1. {\displaystyle P(s)} es real cuando {\displaystyle s} es real.
2. Las raíces de {\displaystyle P(s)} tienen partes reales las cuales son cero o negativas.

Los polinomios de Hurwitz son importantes en la teoría de los sistemas de control, porque representan las ecuaciones características de sistemas lineares estables. Si un polinomio es de Hurwitz, puede ser determinado resolviendo la ecuación para hallar las raíces, o desde los coeficientes sin resolver la ecuación, por el criterio de estabilidad de Routh-Hurwitz.

## Ejemplos
Un simple ejemplo de un polinomio de Hurwitz es el siguiente:
{\displaystyle x^{2}+2x+1.}
La única solución real es {\displaystyle -1,} ya que se factoriza a
{\displaystyle (x+1)^{2}.}
En general, todos los polinomios de segundo grado con coeficientes positivos son de Hurwitz.
Esto se deduce directamente desde la fórmula cuadrática:
{\displaystyle x={\frac {-b\pm {\sqrt {b^{2}-4ac\ }}}{2a}},}
donde, si el determinante es {\displaystyle b^{2}-4ac} es menos de cero, entonces el polinomio tendrá que conjugar la parte real {\displaystyle -b/a}, la cual es negativa para {\displaystyle a} y {\displaystyle b} positivos.
Si es igual a cero, entonces habrá soluciones reales coincidentes en {\displaystyle -b/a}. Finalmente, si el determinantes es mayor a cero, entonces habrá dos soluciones reales negativas, porque {\displaystyle {\sqrt {b^{2}-4ac}}<b} para {\displaystyle a}, {\displaystyle b} y {\displaystyle c} positivos.

## Propiedades
Para que un polinomio sea de Hurwitz, es necesario, pero no suficiente, que todos sus coeficientes sean positivos (excepto los polinomios de segundo grado, los cuales tampoco implican suficiencia). Una condición necesaria y suficiente para que un polinomio sea de Hurwitz es que pase el criterio de estabilidad de Routh-Hurwitz. Un polinomio dado puede ser eficientemente probado para ser de Hurwitz o no utilizando la técnica de la expansión de la fracción de Routh.
Las propiedades de los polinomios de Hurwitz son:
1. Todos los polos y ceros están en el semiplano izquierdo o, en su límite, en el eje imaginario.
2. Todos los polos y ceros en el eje imaginario son simples (su multiplicidad es uno).
3. Todos los polos en el eje imaginario tienen restos reales estrictamente positivos y, similarmente, en cada cero en el eje imaginario, la función tiene una derivada real estrictamente positiva.
4. Sobre el semiplano derecho, el valor mínimo de la parte real de una función PR (positivo-real) ocurre en el eje imaginario (porque la parte real de una función analítica constituye una función armónica sobre el plano, y por lo tanto satisface el principio del máximo).
5. El polinomio no puede tener potencias faltantes de {\displaystyle s}.